# Wereldkampioenschappen schermen 1957
De 13de wereldkampioenschappen schermen werden gehouden in Parijs, Frankrijk in 1957. De organisatie lag in de handen van de FIE.

## Medailles

### Mannen
| Onderdeel   | Goud                                                                                                  | Goud      | Zilver                                                                                       | Zilver      | Brons                                                                                                   | Brons               |
| ----------- | --- | --------- | -------------------------------------------------------------------------------------------- | ----------- | --- | ------------------- |
| Degen       | |           |                                                                                              |             | |                     |
| Individueel | Armand Mouyal                                                                                         | Frankrijk | Gurgy Baranyi                                                                                | Hongarije   | Franco Bertinetti                                                                                       | Italië              |
| Ploegen     | Giorgio Anglesio Franco Bertinetti Giuseppe Delfino Gianluigi Saccaro Carlo Pavesi Alberto Pellegrino | Italië    | Lajos Balthazár Árpád Bárány Barnabás Berzsenyi Ferenc Czvikovszky Tamás Gábor István Kausz  | Hongarije   | Raymond Harrison Bill Hoskyns Michael Howard Allan Jay John Pelling Ralph Sproul-Bolton                 | Verenigd Koninkrijk |
| Floret      | |           |                                                                                              |             | |                     |
| Individueel | Mihaly Fülöp                                                                                          | Hongarije | Mark Midler                                                                                  | Sovjet-Unie | Allan Jay                                                                                               | Verenigd Koninkrijk |
| Ploegen     | Ferenc Czvikovszky Mihály Fülöp József Gyuricza Jenö Kamuti Endre Tilli                               | Hongarije | Claude Bancilhon Bernard Baudoux Roger Closset René Coicaud Christian d'Oriola Claude Netter | Frankrijk   | Aldo Aureggi Giancarlo Bergamini Luigi Carpaneda Vittorio Lucarelli Alberto Pellegrino Antonio Spallino | Italië              |
| Sabel       | |           |                                                                                              |             | |                     |
| Individueel | Jerzy Pawłowski                                                                                       | Polen     | Rudolf Kárpáti                                                                               | Hongarije   | Tamás Mendelényi                                                                                        | Hongarije           |
| Ploegen     | Aladár Gerevich Zoltán Horváth Rudolf Kárpáti Pál Kovács József Szerencsés Tamás Mendelényi           | Hongarije | Jevgeni Tsjerepovski Lev Koeznetsov Leonid Leïtman Jakov Rylski David Tyschler               | Sovjet-Unie | Jerzy Pawłowski Wojciech Zabłocki Zygmunt Pawlas Andrzej Piątkowski Marian Kuszewski Ryszard Zub        | Polen               |

### Vrouwen
| Onderdeel   | Goud                                                                                               | Goud        | Zilver                                                          | Zilver         | Brons                                                                                   | Brons      |
| ----------- | -------------------------------------------------------------------------------------------------- | ----------- | --------------------------------------------------------------- | -------------- | --------------------------------------------------------------------------------------- | ---------- |
| Floret      | |             |                                                                 |                |                                                                                         |            |
| Individueel | Aleksandra Zabelina                                                                                | Sovjet-Unie | Heidi Schmidt                                                   | West-Duitsland | Irene Camber                                                                            | Italië     |
| Ploegen     | Cristiana Bortolotti Irene Camber Velleda Cesari Bruna Colombetti Leopolda Predaroli Jenny Zanelli | Italië      | Helmi Höhle Ilse Keydel Else Ommerborn Heidi Schmid Helga Stroh | Frankrijk      | Waltraut Ebert Helga Gnauer Maria Grötzer Luise Gruss Helga Kathlein Ellen Müller-Preis | Oostenrijk |

## Medaillespiegel
| Plaats | Land                | Goud | Zilver | Brons | Totaal |
| 1      | Hongarije           | 3    | 3      | 1     | 7      |
| 2      | Italië              | 2    | 0      | 3     | 5      |
| 3      | Sovjet-Unie         | 1    | 2      | 0     | 3      |
| 4      | Frankrijk           | 1    | 1      | 0     | 2      |
| 5      | Polen               | 1    | 0      | 1     | 2      |
| 6      | West-Duitsland      | 0    | 2      | 0     | 2      |
| 7      | Verenigd Koninkrijk | 0    | 0      | 2     | 2      |
| 8      | Oostenrijk          | 0    | 0      | 1     | 1      |
| Totaal | Totaal              | 8    | 8      | 8     | 24     |

1937 · 1938 · 1947 · 1948 · 1949 · 1950 · 1951 · 1952 · 1953 · 1954 · 1955 · 1956 · 1957 · 1958 · 1959 · 1961 · 1962 · 1963 · 1965 · 1966 · 1967 · 1969 · 1970 · 1971 · 1973 · 1974 · 1975 · 1977 · 1978 · 1979 · 1981 · 1982 · 1983 · 1985 · 1986 · 1987 · 1988 · 1989 · 1990 · 1991 · 1992 · 1993 · 1994 · 1995 · 1997 · 1998 · 1999 · 2000 · 2001 · 2002 · 2003 · 2004 · 2005 · 2006 · 2007 · 2008 · 2009 · 2010 · 2011 · 2012 · 2013 · 2014 · 2015 · 2016 · 2017 · 2018 · 2019 · 2022 · 2023